# Hubbák
A Hubbák (The Hoobs) brit-amerikai-kanadai BAFTA-díjas bábfilmsorozat. The Jim Henson Company, Decode Entertainment, HIT Entertainment, és PBS Kids Sprout Original Production készítette, akik a népszerű és híres Szezám utca című produkciót létrehozták. A műsor 5 évadot élt meg 250 epizóddal. Észak-Amerikában 2006. december 30.-től 2008. május 17.-ig a PBS Kids Sprout vetítette. Magyarországon a JimJam sugározta 2007-tól 2009-ig. Külföldön is főként a JimJam, de sok más tévécsatorna is adta a sorozatot.

## Produkció
A műsor az Egyesült Királyságban készült, mint a legtöbb Jim Henson film. A Channel 4 megrendelésére gyártották. Észak-Amerikában az Universal Kids, míg Ausztráliában az ABC adta 2011.-ig.

## Cselekmény
A Hubbák a címadó űrlényekről szól. Ugor, Mámor és Bubba három hubba, akik a Földet járják be lakóbuszukkal. A hubbák a kitalált Hubbaföldről érkeztek. A másik főszereplő még Hubba Hubba, a "főnök" aki Hubbaföldről videón beszél a főhősökkel. Roma, egy másik hubba is fontos karakter, ő is a Földön él, de nem a többiekkel. Őket mind Hubba Hubba kültde oda, hogy megismerjék az emberek és a Föld kultúráját és életét. 
A hubbák az embereket "peeps"-nek hívják, a magyar szinkronban "kukk" néven emlegetik őket. Ha egy kérdésre választ kaptak, azt a Hubbapédiába kell helyezni, hogy eljusson Hubbaföldre. A legtöbb szereplő báb, de az embergyerekek valódi színészek.A busz belsejében 3 éneklő motorfigura lakik akik rövid kérdő szavakat énekelnek, pl. mit? miért? hogyan? stb.

## Szereplők
| Karakter       | Szín         | Eredeti hang                                        | Magyar hang   |
| -------------- | ------------ | --------------------------------------------------- | ------------- |
| Mámor (Groove) | zöld         | John Eccleston (1-2.-évad) Mark Jefferis            | Vári Attila   |
| Ugor (Iver)    | lila         | Don Austen                                          | Megyeri János |
| Bubba (Tula)   | rózsaszín    | Julie Westwood                                      | Kiss Virág    |
| Hubba Hubba    | kék          | Mark Jefferis (1-3. évad) Brian Herring (4-5. évad) | Posta Victor  |
| Roma           | narancssárga | Gillie Robic                                        | Illyés Mari   |
| Tootle (motor) | kék          | Rebecca Nagan                                       | ?             |
| Timp (motor)   | citromsárga  | Wim Booth                                           | ?             |
| Twang (motor)  | rózsaszín    | Mark Jefferis                                       | ?             |